# Phaeothecaceae
Phaeothecaceae is een familie van schimmels uit de orde Capnodiales. Het typegeslacht is Phaeotheca. De wetenschappelijke naam is voor het eerst geldig gepubliceerd in 2018 door Darveaux.

## Geslachten
Volgens Index Fungorum bevat de familie de volgende geslachten:
- Phaeotheca